# ザ・フー
ザ・フー（The Who）は、イギリスのロックバンド。ビートルズ、ローリング・ストーンズと並んで、イギリスの3大ロックバンドの一つに挙げられる。
1964年にデビュー。ビート・バンドとしてブリティッシュビート・ブームの一端を担い、スモール・フェイセスと並ぶ2大モッズ・バンドとも称された。アルバム『トミー』（1969年）でロック・オペラを発表。1970年代にはシンセサイザーを導入するなど、その音楽性には、ハードロック、サイケデリアに加えてプログレッシヴ・ロックの傾向もあった。
ローリング・ストーン誌の選ぶ「歴史上最も偉大な100組のアーティスト」において第29位。

## メンバー
現メンバー
- ロジャー・ダルトリー（Roger Daltrey CBE、1944年3月1日（81歳） - ）（ボーカル、ハーモニカ）ライブでは曲によってタンバリンやギターも担当。
- ピート・タウンゼント（Pete Townshend、1945年5月19日（80歳） - ）（ギター、ボーカル、キーボード、シンセサイザー）メイン・ソングライター。

旧メンバー
- ジョン・エントウィッスル（John Entwistle、1944年10月9日 - 2002年6月27日（57歳没））（ベース、ボーカル、ブラス、キーボード） タウンゼントに次いで曲を提供し、その多くでリード・ボーカルを担当。2002年の全米ツアー初日の前日に急死。
- ダグ・サンダム（Doug Sandom、1930年2月26日 - 2019年2月27日（89歳没））（ドラムス）
- キース・ムーン（Keith Moon、1946年8月23日 - 1978年9月7日（32歳没））（ドラムス）1978年に薬物の過剰摂取で急死。
- ケニー・ジョーンズ （Kenney（またはKenny）Jones、1948年9月16日（76歳） - ）（ドラムス）1979年にムーンの後任として加入し、1983年の解散まで在籍。

サポートメンバー
- ジョン “ラビット” バンドリック（John "Rabbit" Bundrick、1948年11月21日（76歳） - ）（キーボード、ボーカル）（在籍期間 1979年 - 1981年、1985年 - 2011年） 1979年にムーンの後任としてジョーンズを迎えたのをきっかけに、ザ・フーがツアーリング・メンバーを従えてライヴ活動を行なうようになった時に招聘された。以来、2011年までツアーに参加。
- ザック・スターキー（Zak Starkey、1965年9月13日（59歳） - ）（ドラムス）（在籍期間 1996年 - 2025年） リンゴ・スターの長男。少年時代にはムーンに可愛がられ彼にドラミングを学んだ。1996年にタウンゼントら3人が再結集してプリンス・トラストのコンサートに出演した時に招聘されて以来、ツアーリング・メンバーとして2023年現在も活動中。2004年から2008年まではオアシスのドラマーも兼任していた。
- サイモン・タウンゼント（Simon Townshend、1960年10月10日（64歳） - ）（ボーカル、ギター）（在籍期間 1996年 - 1997年、2002年 - ） ピート・タウンゼントの実弟。
- ピノ・パラディーノ（Pino Palladino、1957年10月17日（67歳） - ）（ベース）（在籍期間 2002年 - ） エントウィッスルの急死直後に始まった2002年の全米ツアーに、タウンゼントの緊急要請で代役を務めて以来、ツアーに参加。

その他
スタジオでのレコーディングにも、ニッキー・ホプキンスをはじめ様々なミュージシャンがゲストに招かれた。メンバーが2人になってからは、それがさらに顕著となっている。

## 来歴

### 1961年-1964年

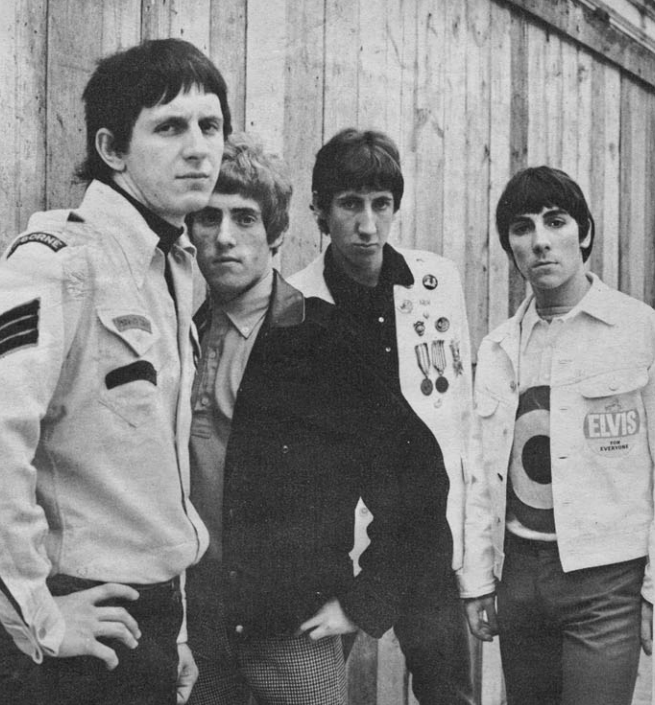
活動初期のショット（1965年、左からエントウィッスル、ダルトリー、タウンゼント、ムーン）

ザ・フーの前身は、ロジャー・ダルトリーが10代の頃に身近な仲間と共に結成したスキッフルバンド、ザ・ディトゥアーズである。1961年夏、ダルトリーの誘いにより中学校時代の後輩だったジョン・エントウィッスルが加入。1962年1月にはBBCラジオのオーディションに応募するが経験不足を理由に不合格となっている。同年夏、前任のリズムギタリストに代わりエントウィッスルのかつてのバンドメイトだったピート・タウンゼントが加入。タウンゼントの加入から間もなく、他のメンバーよりも10歳以上年長（1930年生まれ）で妻帯者だったダグ・サンダムがドラマーとして加入する。1964年のメジャー・デビューまでにメンバーは目まぐるしく入れ替わり、1962年の下旬に前任のボーカリストが他のメンバーと衝突し脱退すると、リードギター担当だったダルトリーはボーカルを兼任することになった。
当時ダルトリーは板金工、エントウィッスルは税務署職員、サンダムはレンガ職人とそれぞれ本業を持っており、またタウンゼントはイーリング・アート・カレッジの学生であったため、音楽活動はもっぱら夜間か休日に行われた。当初はタウンゼントの母ベティがバンドの仕事を手配していたが、やがてバンドと契約した地元のプロモーターのロバート・ドゥルースに代わられた。また、板金の仕事でしばしば手を負傷していたダルトリーがギタリストからボーカルに転向したため、1963年にタウンゼントがリードギタリストとなった。この頃はダルトリーがバンドの絶対的なリーダーであり、彼の音域でカバーできない曲は演目から外された。
ディトゥアーズの当時の主な演奏レパートリーはベンチャーズやシャドウズ、ビートルズなどによる最新ヒット曲のカバーやトラッド・ジャズであり、自作曲はなかったが1963年にはタウンゼントが初めて書いた曲が実験的に録音されている。またこの年の秋ごろより、当時のロンドンの音楽の趨勢に影響される形で、レパートリーをヒット曲のカバーからシカゴ・ブルースに変えた。ダルトリーは「（レパートリーを変えた事で）今までのファンを全て失い、それを取り戻すのに半年かかった。でもその時にはファンの数が以前の3倍になっていた」と当時を振り返っている。
1964年2月、同名のバンドがいたことが判明し、バンド名の変更を迫られる。いくつかのふざけた名前が候補に挙げられたが、タウンゼントの友人のリチャード・バーンズが提案したザ・フーがダルトリーの「“ザ・フー”に決まりだろ？」の一声で採用された。2月20日のギグより、バンドはザ・フーの名を冠するようになった。それから間もなく、バンドを見出したドアノブ製造業者のヘルムート・ゴードンとマネージメント契約を結ぶ。
プロデビューへの光が見えてきた矢先、4月初旬に受けたオーディションでドラムに問題があると評されたことが引き金となり、タウンゼントとダグ・サンダムが衝突し、かねてからバンドの音楽性になじめなかったサンダムはこれを機にバンドを脱退する。後にタウンゼントはサンダムを追い出したことを「人生における最大の後悔の一つ」と語った。彼は後にサンダムと和解し、元の友人同士に戻ることができたという。サンダムは2019年2月27日、89歳で死去した。
サンダムの脱退後、バンドはすぐに別のドラマーを雇い入れた（つなぎで入れたドラマーの中には、後にジミ・ヘンドリックス・エクスペリエンスのメンバーとなるミッチ・ミッチェルもいた）。それから間もない4月末頃、演奏中に客席から一人の男が「俺の連れの方が上手い」と、ある少年をステージに上げた。その少年がキース・ムーンだった。ドラムが壊れる程激しい演奏に衝撃を受けたメンバーは、直ちにムーンを採用した。

### ハイ・ナンバーズとしてデビュー

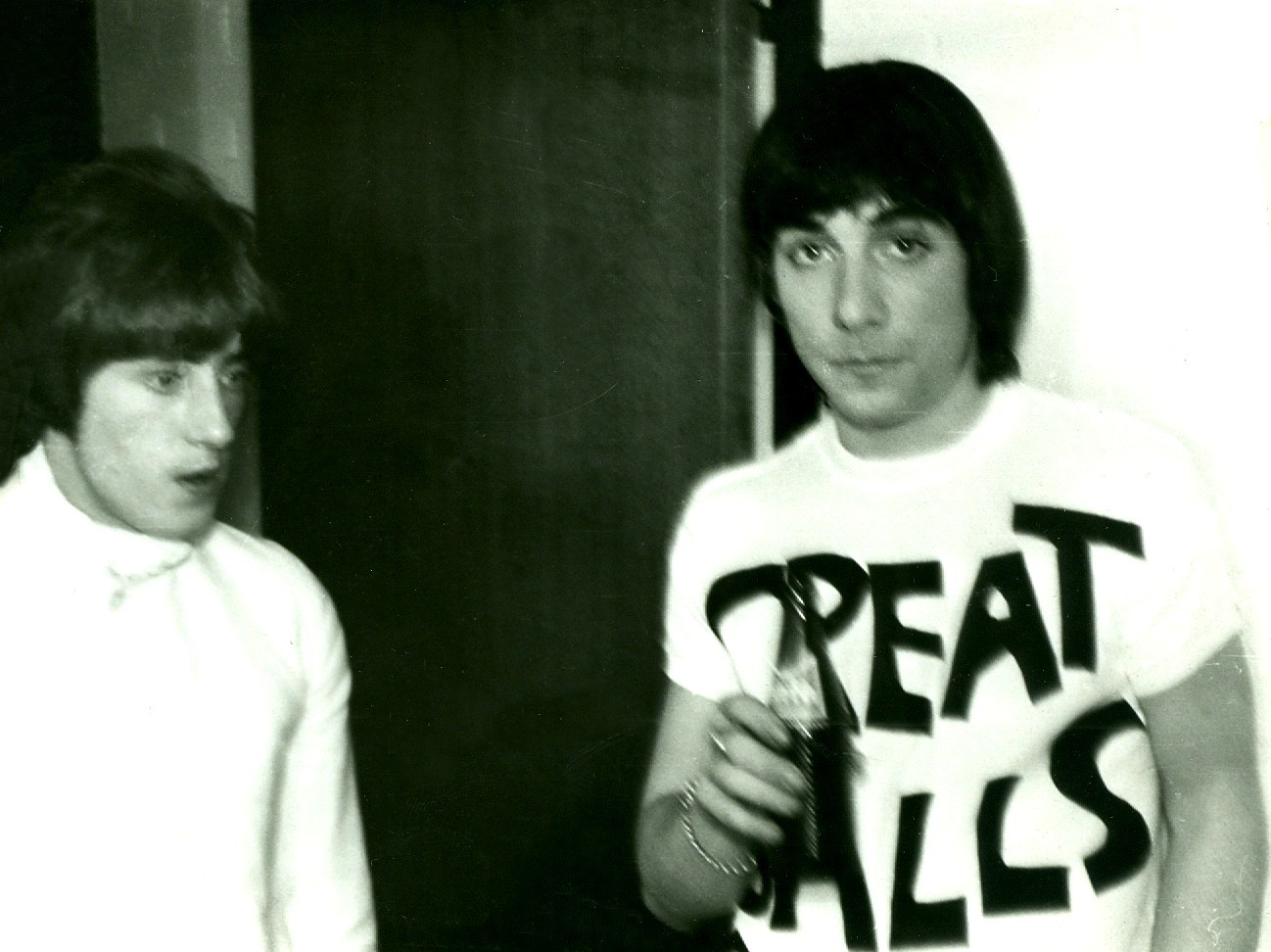
ロジャー・ダルトリー（左）とキース・ムーン（1967年）

ゴードンがフリーランスで活動していたピーター・ミーデンをザ・フーの広報担当として雇った事から、メジャー・デビューへの動きが加速する。フォンタナ・レコードと契約を締結すると、バンドを当時流行していたモッズ族として売り出すことを画策したミーデンはメンバーにモッズ系の服を着用させ、さらにバンド名をハイ・ナンバーズと改めさせた（「ナンバー」とはモッズの間でストリートにたむろする者を表すスラングで、「ハイ」は彼らが麻薬で常にハイであったことにちなむ）。1964年7月3日、ミーデンが書いた「ズート・スーツ/アイム・ザ・フェイス」(2曲とも実際にはミーデンの自作曲ではなく、既存曲の歌詞を書き替えただけのもの)で、ハイ・ナンバーズはレコード・デビューする。しかしレコードは1,000枚しかプレスされず、ミーデンの懸命な宣伝活動の甲斐もなく不発に終わる。
7月中旬頃、才能あるロックバンドを探してドキュメンタリー映画を撮ることを夢見ていたキット・ランバートの目に留まったことで、再びバンドの運命が変わる。ハイ・ナンバーズの演奏に圧倒されたランバートは、さっそく仲間のクリス・スタンプと共にバンドに接触する。バンドは音楽ビジネスの経験が無いランバートとスタンプを当初警戒していたが、ミーデンの手法に不満感を抱いていたこともあり、ゴードンとの契約を破棄してランバートらと行動を共にする事を決めた。この動きに反抗したミーデンも用心棒を引き連れて抵抗したものの、8月には250ポンドの手切れ金で解雇された。バンドはランバートらと新たなマネージメント契約を結んだ。契約内容は取り分をランバートとスタンプがそれぞれ20％ずつ、残りの60％をメンバーで4等分することでまとまった。なお、ミーデンはこれ以降バンドと絶縁し、ムーンの死の少し前の1978年7月30日に37歳で死亡した。死因は断定されていないが、ムーン同様オーバードースと見られている。
10月、EMIのオーディションに不合格となるが、プロデューサーのシェル・タルミーに見出され、プロデュース契約を結ぶ事に成功。11月にはブランズウィックとのレコード契約を交わし、バンドは再び“ザ・フー”と改名して再デビューを果たした。大音量の演奏だけでなく、ギターやアンプ、ドラムを破壊する派手なパフォーマンスはモッズの若者を中心に評判を呼んでいった。

### 1965年-1968年

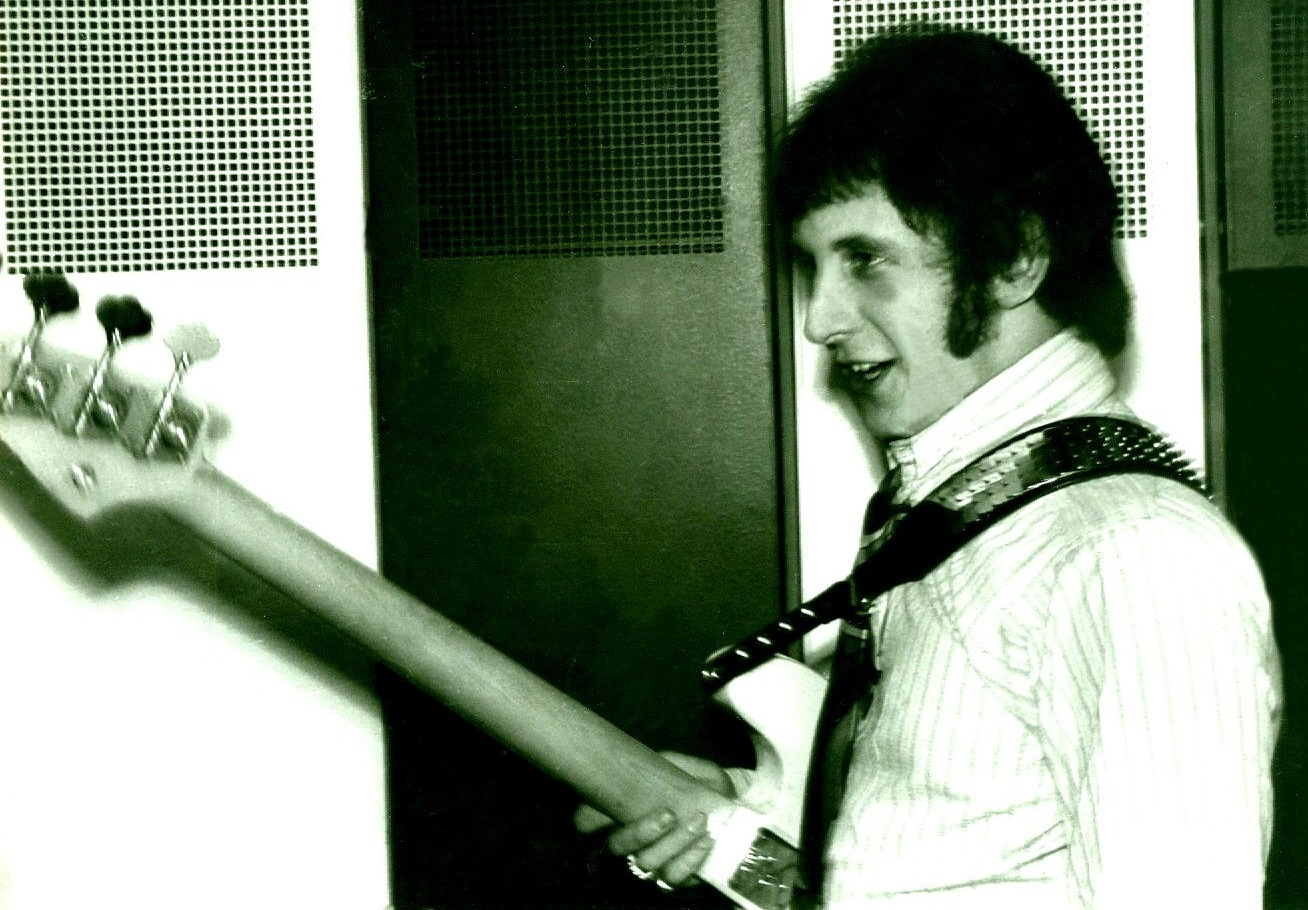
ジョン・エントウィッスル（1967年）

1965年1月に発売されたザ・フー名義でのデビュー・シングル『アイ・キャント・エクスプレイン』は、全英チャート8位に到達した。さらに10月に発売した3枚目のシングル『マイ・ジェネレーション』は全英2位という大ヒットとなり、ザ・フーの名を一気にスターダムにのし上げた。彼らの活躍ぶりはポール・マッカートニーをして「ザ・フーの出現は1965年の音楽シーンに於ける最重要事項」と言わしめるほどだった。だが当時のバンド内では常に諍いが絶えず、いつ解散してもおかしくない状態だった。9月にはドラッグの使用をめぐってダルトリーが他の3人と衝突し、あわや脱退というところにまで事態が進んだが、「マイ・ジェネレーション」の大ヒットとランバートらの説得、そして本人の謝罪により、脱退という最悪の事態は免れた。12月、1stアルバム『マイ・ジェネレーション』をリリース（全英5位）。
翌1966年になっても問題は続いた。印税配分の不均衡からプロデューサーのシェル・タルミーと対立したバンドはタルミーとの契約を破棄し、バンドのエージェントであるロバート・スティグウッドが設立したリアクション・レコードへ移籍する。だが、4枚目のシングル『恋のピンチ・ヒッター』のB面曲である「サークルズ」が、著作権侵害に当たるとしてタルミーがシングル発売の停止を裁判所に訴えた。またバンド内の対立も深刻化しており、同年5月にはダルトリーが一時的にバンドを脱退、そのダルトリーが戻ってくると、今度はムーンがダルトリーやタウンゼントと衝突し、バンドを一時的に脱退する。これもランバートらの説得により、1週間後にはムーンは脱退を取り下げた。また当時はエントウィッスルも脱退を考えており、ムーディ・ブルースへの加入を画策していたという。非常に混沌とした時期だったが、この年発売したシングル『恋のピンチ・ヒッター』『アイム・ア・ボーイ』『ハッピー・ジャック』は全てトップ10に到達するヒットとなった。特に「ハッピー・ジャック」は全米24位につけ、アメリカ合衆国での初ヒット曲となった。

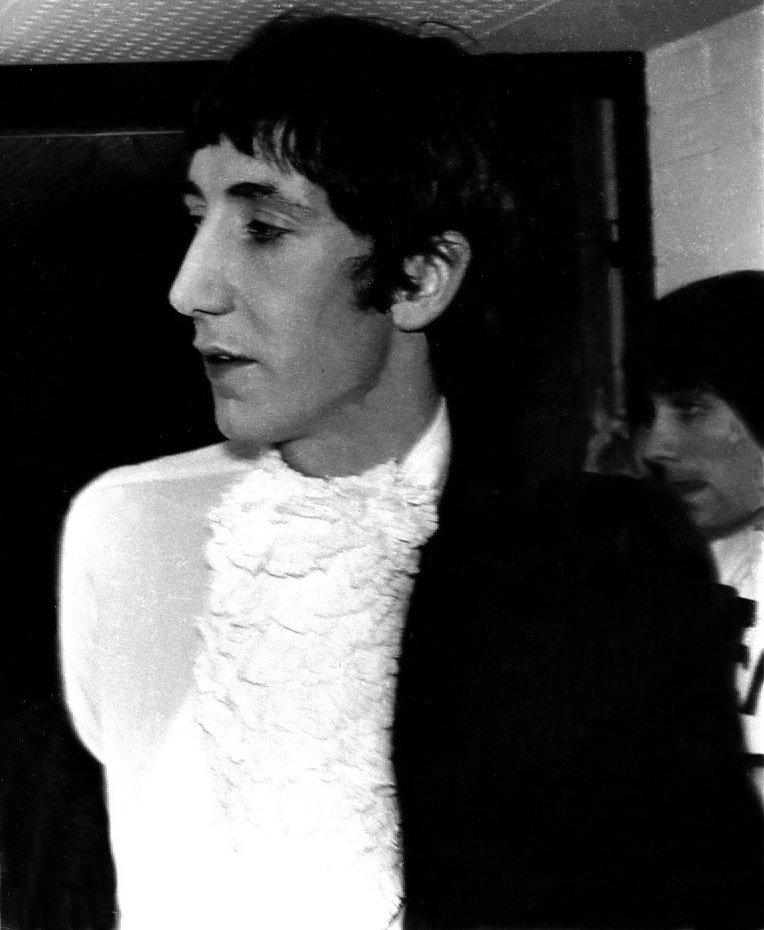
ピート・タウンゼント（1967年）

1967年に入ると、アメリカでの活動を本格化させたバンドは長期全米ツアーを敢行する。6月にはモンタレー・ポップ・フェスティバルに出演。楽器破壊を披露し、過激なライヴバンドとしてアメリカ人に強い衝撃を与えた。出演順をめぐるザ・フーとの争いに敗れたジミ・ヘンドリックスは、ギターに点火するというより過激なパフォーマンスを行った。この年の10月に発売した「恋のマジック・アイ」が全米9位につけるヒット曲となった（ザ・フーのアメリカに於けるシングルの最高位）。またこの頃、タウンゼントはその後の彼の人生と作品に大きな影響をもたらしたインドの導師、メハー・ババに帰依している。
1968年1月からスモール・フェイセズ、ポール・ジョーンズと共にオーストラリア～ニュージーランドへ遠征する。オーストラリアでのツアー中、移動中の飛行機内で問題を起こし警察に連行された。事の発端はあるスチュワーデスがメンバーを侮辱したことだったが、航空会社はスチュワーデスの言い分を聞き入れ、酩酊したバンド側が下品な言葉を述べたためと訴えた。これに加え現地のメディアから強い批判を受けたことも相まって、バンドは二度とオーストラリアを訪れないことを宣言した。2月より再びアメリカ本土に上陸、断続的なツアーを8月末まで行った。ダルトリーは「アメリカが俺達を団結させてくれた。他に頼れるものはなく、力を合わせるしかなかったんだ」と語っている。
アメリカでは人気が高まる一方、本国イギリスでの人気に陰りが出始めた。1968年に発表したシングル『ドッグス』『マジック・バス』は共に全英トップ20入りを逃した。3枚目のアルバム『セル・アウト』も英米双方でトップ10入りを逃したこともあり、ザ・フーはシングル・ヒットを飛ばし続ける活動に限界を感じ始める。さらに当時のザ・フーは慢性的な財政難に陥っており、次回作のアルバムが失敗に終れば解散というところにまで追い詰められていた。同年9月より、グループはタウンゼントが構想を温めてきたロック・オペラ『トミー』の制作を開始する。『トミー』はタウンゼント自身の幼少期の経験、そして彼が師事していたメハー・ババの教えが元となっている。制作費捻出のため、録音作業はツアーと並行しながら行われた。

### 1969年-1973年（全盛期）

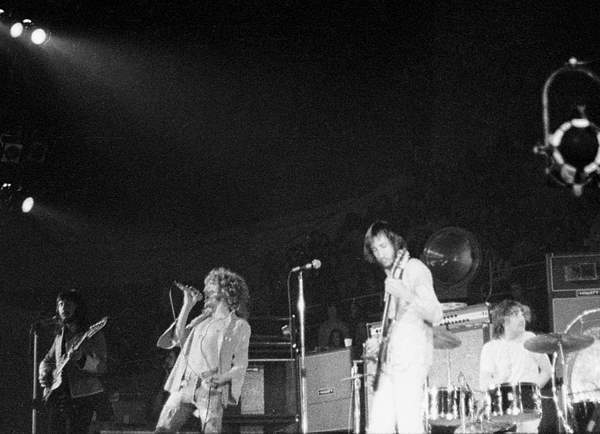
1971年のシャーロット公演

半年以上もの製作期間を費やし、ようやく1969年5月にアルバム『トミー』は発売された。2枚組の大作で、それまでのヒット曲のようなキャッチーさもないシリアスな作風ながら、『トミー』は全英2位、全米4位の大ヒットとなる。本作の成功により、ザ・フーは解散の危機から脱すると共に、ヒットソング・バンドのイメージから脱却した。同年5月1日から開始されたツアーでは、『トミー』のほぼ全曲を再現するという長尺の演奏が行われた。1970年12月まで続けられた「トミー・ツアー」は大成功を収め、「“ザ・フー”を作った“トミー”」と、バンド名と作品名を間違われるほどにまで知れ渡った。
大盛況だったツアーであるが、問題もあった。1969年5月16日、フィルモア・イーストでの公演中、会場の近隣で放火事件が発生し、会場内にも煙が立ち込め始めた。そのため私服警官がステージに上がり、演奏を中止させようとしたところ、ダルトリーとタウンゼントから暴行を受ける。公演は中止され、暴行事件を起こした二人は翌日警察に出頭した。6月に行われた裁判の結果、タウンゼントが75ドルの罰金刑に服した一方ダルトリーは無罪となった。タウンゼントによれば、関係者がメンバーに火事について伝えなかったため、警官をただの暴漢と勘違いして暴行に至ったという。7月5日にロイヤル・アルバート・ホールで開かれたロンドン公演でも、共演者のチャック・ベリーと出演順をめぐって争ったり、また観客が暴れて警察ともみ合うなど混乱が生じた。
同年8月、ウッドストック・フェスティバルに出演。ザ・フーの出番は16日の夜10時の予定だったが、ただでさえ降雨による中断で時間が押していた上にスライ&ザ・ファミリー・ストーンが3時間以上も演奏を続けたため、開始は17日の朝4時にまで延期された。彼等のステージは当時のツアーと同様に『トミー』のほぼ全曲のノンストップ演奏を中心に展開されたが、偶然にも「シー・ミー・フィール・ミー」の演奏中に太陽が昇り始め、会場に不思議な演出効果がもたらされた。タウンゼントは「信じられない気持ちだった」とその時の興奮を語り、エントウィッスルは「神が俺達の照明係だったのさ」と軽口を叩いている。この模様は映画『ウッドストック/愛と平和と音楽の三日間』にも収められている。
1970年に発売されたザ・フー初のライブ・アルバム『ライヴ・アット・リーズ』は全英3位、全米4位という大ヒットとなる。8月29日～30日、ワイト島音楽祭に出演。ここでも彼らの出番は午前2時にまで延期された。公演の映像は映画用に撮影もされていたが、権利譲渡をめぐり撮影者とバンド側で折り合いが付かず、四半世紀以上を経た1996年になってようやく音源と映像がソフト化されている。
同年、タウンゼントは『トミー』に続く新たなロック・オペラ「ライフハウス」を企画。アルバムと同時に映画化も計画されたが、あまりにも壮大なプロジェクトにメンバーが内容を理解しきれず、さらに『トミー』映画化とレーベル運営で多忙だったランバートの協力が得られなかったこともあり、「ライフハウス」計画は頓挫する。そこからの楽曲の一部を集めて1971年に発売されたのが『フーズ・ネクスト』である。バンド側が望まない形での発表であったにもかかわらず、作品は高い評価を受け、バンドにとって初の全英チャート1位を獲得する（全米4位）。同年11月にはベストアルバム『ミーティ・ビーティ・ビッグ・アンド・バウンシィ』を発表。これによりシェル・タルミーとの長期にわたる法的闘争に終止符が打たれた。またこの年には、エントウィッスルが初のソロ・アルバム『衝撃!!』を発売している。
1972年は、結成以来初の長期休暇をとったためにバンドの新作はシングル2作に留まったが、エントウィッスルは2作目のソロアルバム『風の詩』、タウンゼントは初のソロ・アルバム『フー・ケイム・ファースト』を発表した。またムーン以外の3名は、10月に発表されたロンドン交響楽団とイギリス室内合唱団による『トミー』に、ロッド・スチュワート、リンゴ・スター、スティーヴ・ウィンウッドらと共に独唱者として客演した。同年12月にはロンドンのレインボウ・シアターで、これらの顔ぶれによるオーケストラ版『トミー』のチャリティー公演が行なわれ、録音に参加していないムーンもスターの代役として出演した。
1973年、ダルトリーが初のソロ・アルバム『ダルトリー』を発売。アルバムからのシングル『ギヴィング・イット・オール・アウェイ』が全英5位のヒットとなる。同年10月、『トミー』に続くロック・オペラ第2弾『四重人格』を発表。英米共に2位につける大ヒットとなる。だがタウンゼントが後に「『四重人格』がザ・フーにとって最後の傑作だった」 と語ったように、この時期を境にザ・フーの活動は下降線を辿り始めた。この年の10月に妻と離婚し、以前にもまして酒に依存し始めたムーンは、『四重人格』のアメリカ・カナダツアーの初日となるサンフランシスコ公演で、本番前にファンからもらった酒と動物用の鎮静剤の混合液を飲んだ。その結果本番中に意識を失って昏倒したムーンは担ぎ出されてしまった。さらに、メンバーへの印税支払いの滞納が発覚し、それまで蜜月の関係にあったランバートやスタンプとの間に修復不可能な亀裂が生じる。ムーン以外のメンバーはマネージャー達に対する訴訟を決意した。

### 1974年-1978年（ムーンの死）

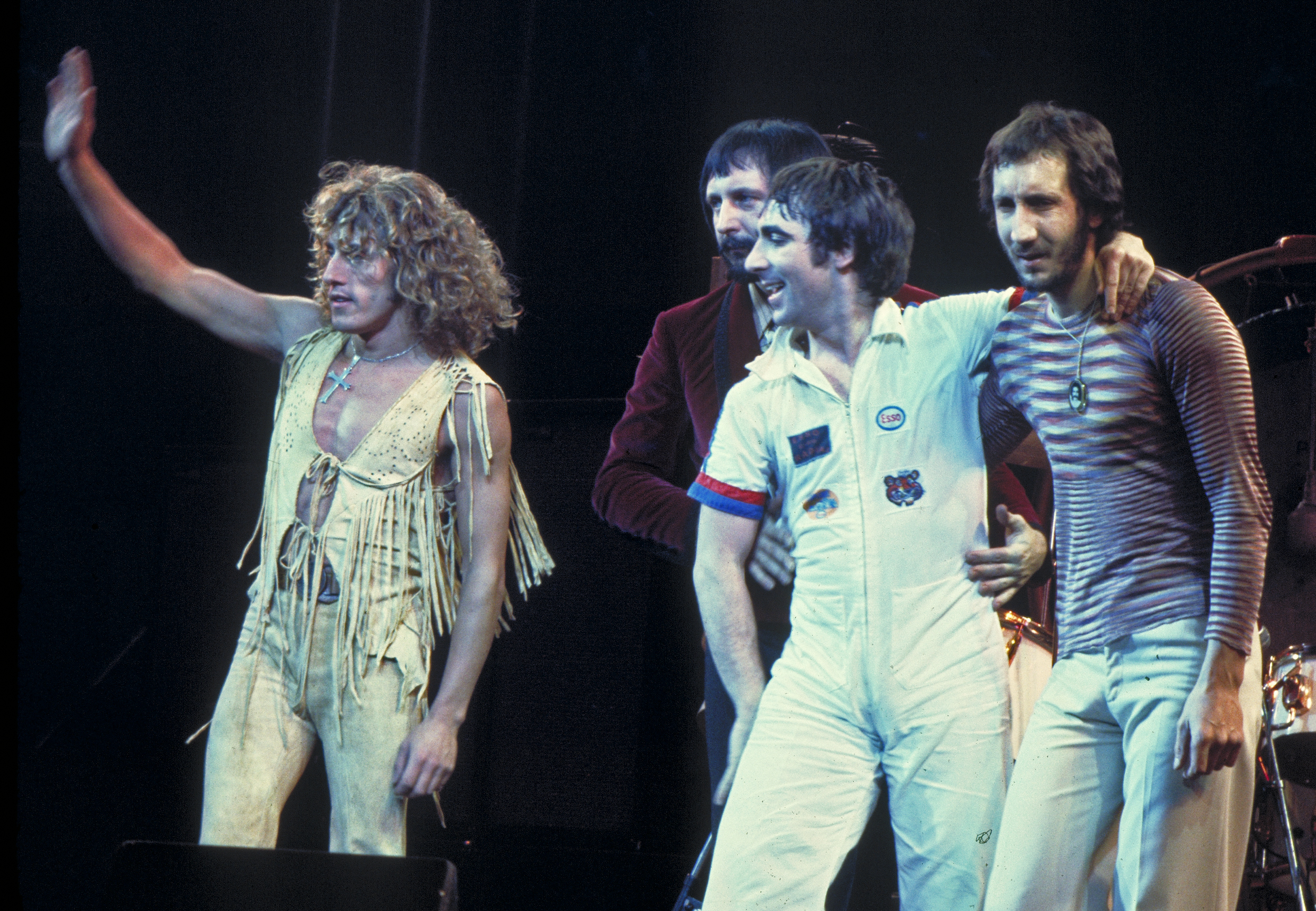
1975年のシカゴ公演

1974年、ランバートとスタンプに代わり、ビル・カービシュリーがザ・フーのマネージャーに就任する。同年の大半は映画『トミー』の製作に費やされた。1975年に公開されたこの映画で俳優デビューを飾ったダルトリーは、これを機に俳優業にも本格的に進出する。この間に空いた時間を、エントウィッスルはバンド初の未発表曲集『オッズ&ソッズ』（全英10位、全米15位）の編集作業とソロ活動に当てた。彼はソロ・アルバムを発表した後、ジョン・エントウィッスルズ・オックスを結成し、1974年12月から翌年3月にかけてイギリスとアメリカでツアーを行ったが、集客に失敗して30,000ポンド以上もの損失を出してしまった。
1975年7月、映画『トミー』に関して報酬を得ていないとして、ザ・フーと新しいマネージャーを訴える用意があると発言したことにより、ランバートとザ・フーの不和が公になる。なお、ランバートとの争いは1977年1月に長い交渉の末にようやく解決したが、その後ランバートは音楽業界から身を引き、酒と薬に溺れる隠遁生活を送り、1981年に自宅の階段から転落して死亡した。また、タウンゼントとダルトリーが誌面上で互いを中傷し合うという出来事もあり、ザ・フー解散説が実しやかに囁かれるようになる。この年はアルバム『バイ・ナンバーズ』（全英7位、全米8位）と、ムーン唯一のソロ・アルバム『トゥー・サイズ・オブ・ザ・ムーン』の発売、そしてこれまでにない大規模なスタジアム・ツアーが行われた。10月から翌年10月まで続いたこのツアーは大盛況となり、ザ・フーはローリング・ストーン誌の1976年最優秀グループに選ばれた。エントウィッスルは「キースとの最後になったこのツアーがザ・フーのキャリアの頂点だった」と語っている。

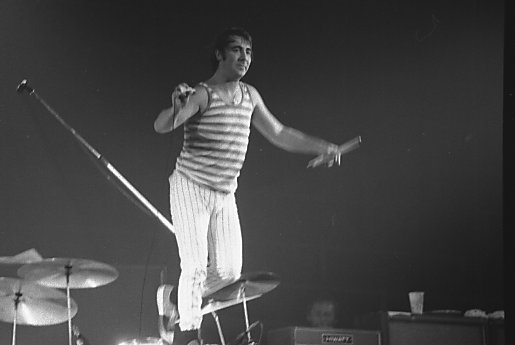
キース・ムーン（1976年）

だがこのツアー中の1976年1月、ムーンはアルコールの禁断症状を発症し一時意識不明に陥る。さらに8月にはマイアミで過度の飲酒により8日間の入院を余儀なくされ、ツアーの日程に影響を及ぼした。ムーンの長年にわたる酒と薬物による身体・健康状態が深刻なものとなっていたため、ザ・フーは以降長期のツアーを企画できなくなった。この年と1977年はデビュー以来初めて新作が発表されず、ダルトリーがソロ・アルバム、タウンゼントがロニー・レーンとの共作アルバム『ラフ・ミックス』を発表するに留まった。
1977年12月、映画『キッズ・アー・オールライト』のために、ロンドンキルバーンのゴーモント・ステート・シネマにおいて公演を行う。しかし1年以上もの活動停滞のせいで演奏は上手くいかず、この時の映像は殆ど映画に使われなかった。翌1978年5月、ロンドン近郊のサリーにあるシェパートン・スタジオで再度観客を入れて映画用の演奏を行う。これがムーンが参加したザ・フー最後の公演となった。同年8月、3年ぶりのオリジナルアルバム『フー・アー・ユー』を発売（全英6位、全米2位）して、ザ・フーの復活を印象付けたかのように思われた。だがそれから間もない9月7日、ポール・マッカートニー主催のパーティーに参加した翌日、ムーンはオーバードースによりロンドンのメイフェアで死亡した。32歳だった。ムーンの死の翌日、タウンゼントはムーンに対する哀悼の念と、ザ・フーを存続させる決意を公式声明文で述べた。

### 1979年-1983年（解散）

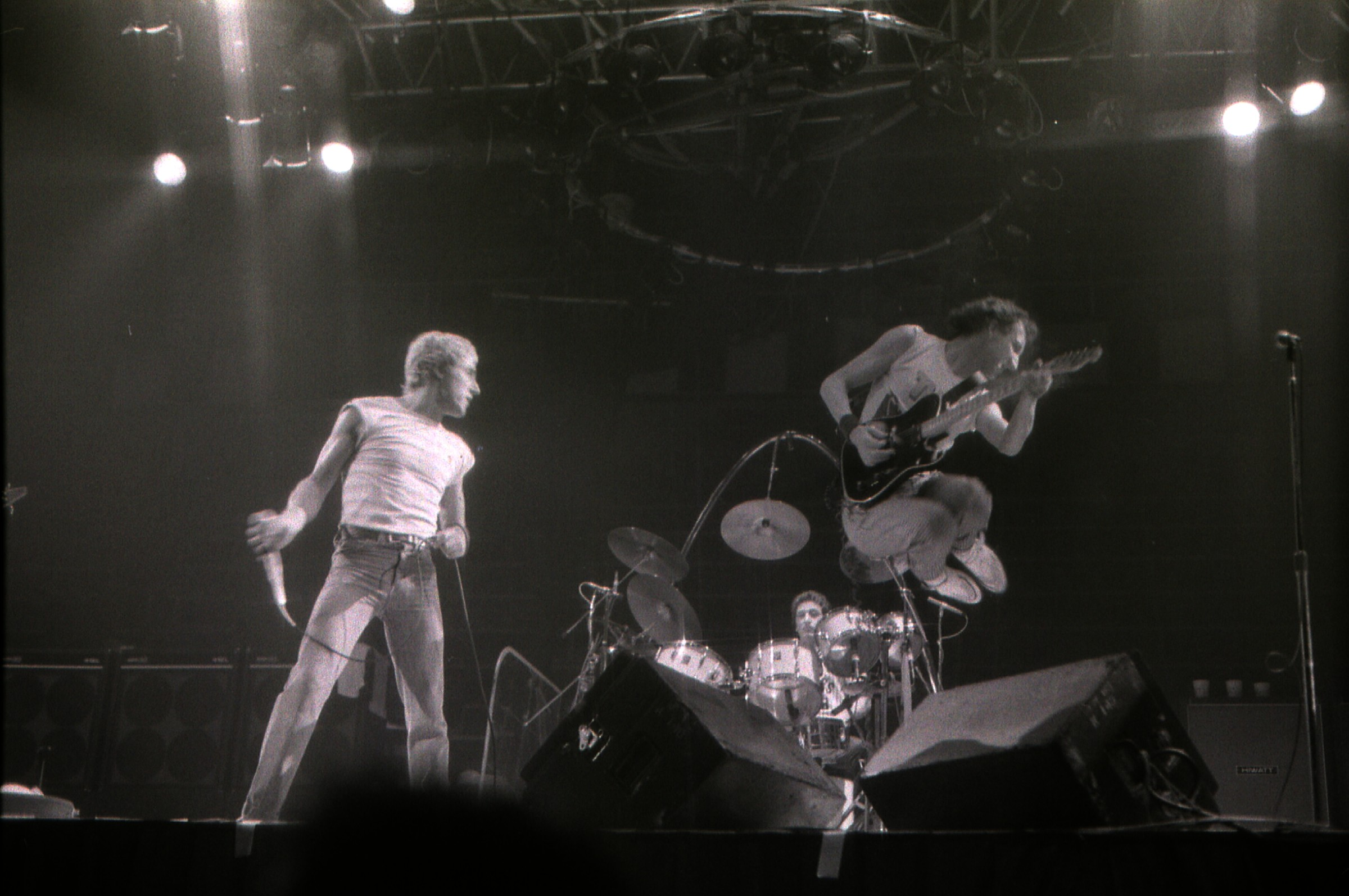
ケニー・ジョーンズ加入後のザ・フー（1980年）

ムーンの死に際し、バンドの元にジェネシスのフィル・コリンズから活動を支援する旨の連絡が来たが、タウンゼントが望んでいたのは元フェイセズのケニー・ジョーンズだった。1979年、タウンゼントの希望通りジョーンズが新メンバーとして加入、またサポートメンバーのキーボーディストにジョン・“ラビット”・バンドリックを加え、ザ・フーは再始動する。だが同年12月3日、アメリカツアー中のシンシナティ公演で、開場時に入場ゲートに殺到した観客が将棋倒しとなって11人が死亡する事故が起きる。メンバーは終演後に事を知らされ、大きな衝撃を受ける。同年12月28日、カンボジア難民救済公演に出演。
1981年、ジョーンズ加入後初となるアルバム『フェイス・ダンシズ』を発売（全英2位、全米4位）。この頃から新メンバーのジョーンズをめぐってバンド内に軋みが生じ始める。タウンゼントは新生ザ・フーの演奏を楽しんでいたが、ダルトリーはジョーンズの演奏が気に入らず、会議の席で「ケニーを辞めさせろ」と言い出した。一方ジョーンズは「ピートがいい曲をソロ活動の方に使ってしまっている」と不満を訴えた。バンド内の不和に加え、家庭内の問題も抱えていたタウンゼントはこの頃から絶っていた薬物に再び手を出すようになり、一時は深刻な状態に陥るが、2か月のリハビリを経て復帰する。
だが、もはや彼らにかつてのような勢いはなかった。1982年、解散前のラストアルバムとなった『イッツ・ハード』を発売（全英11位、全米8位）。同年12月のトロントで最後の公演を行う。ラストナンバーはエントウィッスルがリードをとる「ツイスト・アンド・シャウト」だった。ラストライブの模様は1984年のライヴアルバム『フーズ・ラスト』に収録された。1983年6月、タウンゼントがザ・フー脱退の意向を示し、正式にバンドの解散が決まった。ダルトリーは後年「ピートはツアーからのプレッシャーについてよく話してたし、ドラッグにもはまってた。彼からプレッシャーを取り除いてあげたかった。そうすれば彼は自殺しないだろうと思い、解散を決めた」と語っている。

### 再結成以降

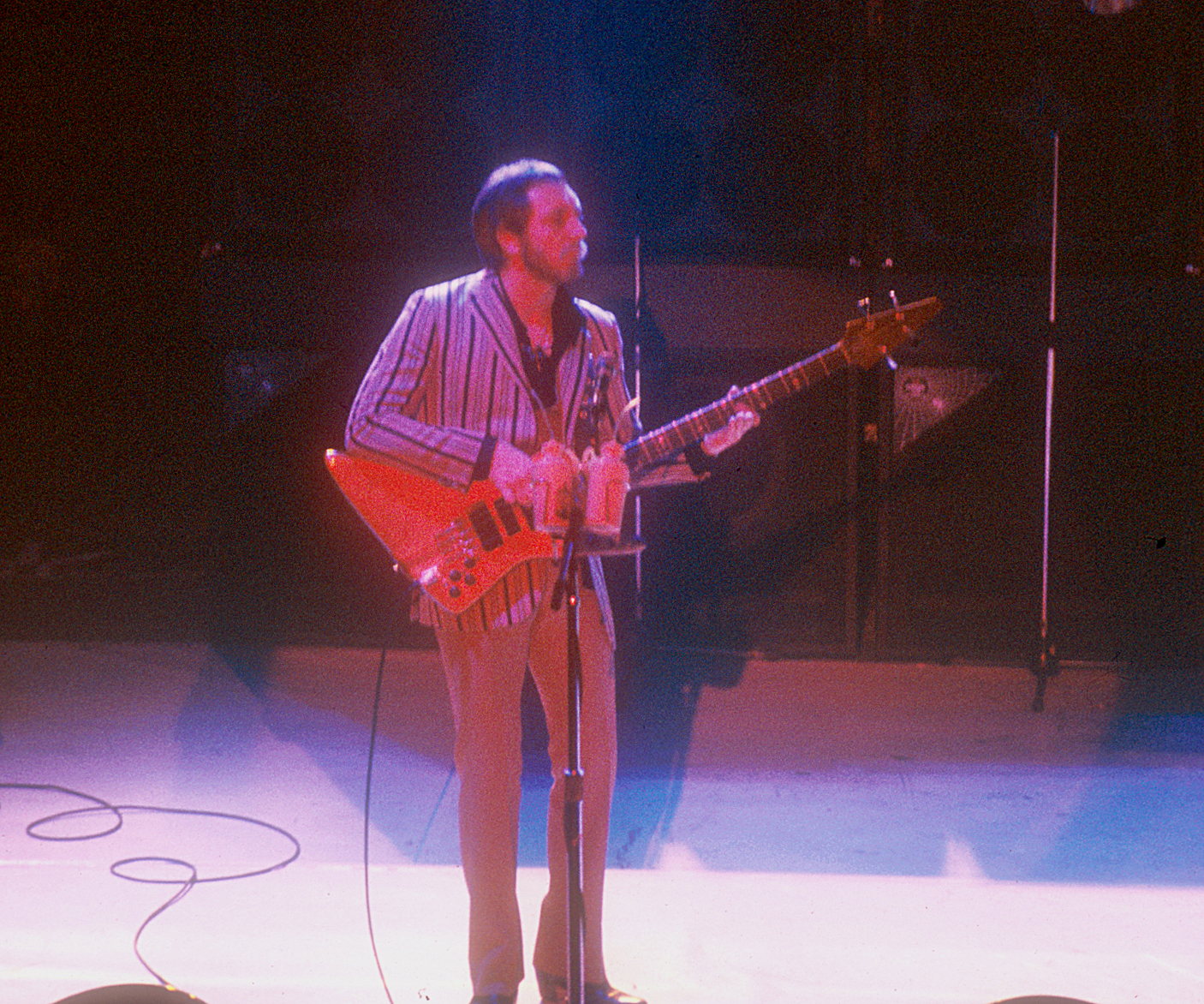
ジョン・エントウィッスル（1981年）

1985年7月、ライヴ・エイドに出演するため、解散時のメンバーで再結成し4曲を演奏した。1988年2月にも英国レコード産業協会（BPIアワード）の授賞式で3曲を演奏したが、これを最後にケニー・ジョーンズはザ・フーと袂を別ち、以後は参加していない。この前年の1987年、タウンゼントは結成25周年に当たる1989年に、ザ・フーとしての新作とツアーを行う事を表明していたが、新作は彼のソロアルバム『アイアン・マン』の中で、ザ・フー名義の曲が2曲収録されるに留まった。しかしツアーは『トミー』の発表20周年に合わせて敢行された。このツアーでは総勢15名にもなる豪華なバックバンドを従え、演奏もかつてのものとは異なりかなりシンフォニックなものになった。メンバーは1985年から1986年にかけてタウンゼントのソロ・ライブ時に編成されたディープ・エンドという名のバックバンドが流用される形となり、ドラムを担当したサイモン・フィリップスもその中の一人であった。だがこの頃より、以前より患っていた難聴が悪化し始めたタウンゼントはアコースティック・ギターを弾くに留まり、セカンド・ギタリストとしてスティーヴ・ボルトンを起用した。このツアーにおける音源は、後にライヴ・アルバム『ジョイン・トゥゲザー』として発売された。1990年、ロックの殿堂入り。
デビュー30周年の1994年には、未発表曲やレア・トラックなどを収録したボックスセット『ザ・フー・ボックス』及び同タイトルのビデオ作品を発表。1995年より、音楽ジャーナリストのクリス・チャールズワース監修のもと、ザ・フーの全カタログの未発表曲を付属したリマスター／リミックス版が断続的にリリースされる。第1弾は『ライヴ・アット・リーズ』拡大版であった。リマスタリングおよびリミキシングはアルバム『フー・アー・ユー』でプロデューサーを務めたジョン・アストリーが一手に引き受けた（タウンゼントの元義弟でもある）。
1996年、ハイドパークでチャールズ皇太子が主催したプリンス・トラスト・コンサートにおける『四重人格』全曲演奏を契機に本格的なツアー活動を再開。ドラムにリンゴ・スターの息子であるザック・スターキー、また、ギターとボーカルにタウンゼントの実弟であるサイモン・タウンゼントが加入するなどツアーバンドに変更があった。ツアー当初は重要パートはあまり弾いていなかったタウンゼントも、中盤以降は自らリードギターを弾くようになった。1997年までツアーは続く。
1999年10月から12月にかけてiBash '99及びニール・ヤング夫妻が主催するブリッジ・スクール・ベネフィット・コンサートへの出演を含め計7回の演奏を行う。ジョン・バンドリック、ザック・スターキーを含めた5人の基本的なバンド編成に戻り、タウンゼントもほぼ全ての曲で再びリードギターを弾くようになる。このツアーの目的は、経済的に逼迫していたエントウィッスルを救済するためでもあった。2000年に北米・全英ツアー、11月27日にはダルトリーが支援している青少年のがんや白血病患者の支援団体であるティーンエイジ・キャンサー・トラストのためのチャリティ公演がロンドンのロイヤル・アルバート・ホールで開催され、ポール・ウェラー、オアシスのノエル・ギャラガーやパール・ジャムのエディ・ヴェダーなどと競演する。
2001年2月、グラミー賞特別功労賞を受賞。10月20日、アメリカ同時多発テロ事件被害者のための支援として米マディソン・スクエア・ガーデンで行われたザ・コンサート・フォー・ニューヨーク・シティに出演。2002年2月7日と8日の両日、ロイヤル・アルバート・ホールでのティーンエイジ・キャンサー・トラストのためのチャリティ公演に出演。これがエントウィッスルが参加した最後の生演奏となった。
全米ツアー初日を翌日に控えた同年6月27日、エントウィッスルがネバダ州ラスベガスのホテルで、薬物摂取に起因する心臓発作で急死する（57歳没）。残されたメンバーはツアーを続行すべきか悩み苦しんだ末、過去にタウンゼントのソロ作品にも参加した経験のあるピノ・パラディーノを抜擢し、7月1日からツアーを開始した。なお、この日ハリウッド・ボウルで開かれたロサンゼルス公演では、メンバー全員が黒い衣装でステージに上がった。またこの年、長年廃盤状態だった1stアルバム『マイ・ジェネレーション』が、初期プロデューサーのシェル・タルミーとの関係が改善した事からようやく復刻された。
2003年11月、久しぶりの新曲「リアル・グッド・ルッキング・ボーイ」を録音。この曲ベースはグレッグ・レイクが演奏している。デビュー40周年の2004年、3月22日のロンドンよりツアーを開始。6月12日、復活版ワイト島音楽祭に出演。7月24日および25日、横浜と大阪で開催されたロック・フェスティバル、POCARI SWEAT BLUE WAVE THE ROCK ODYSSEY 2004への出演のため初来日。その後2008年にもバンド単独での来日公演が行われている。また、このツアーでは1968年以来となるオーストラリア公演が実現している。2005年7月2日、ハイドパークで行われたLIVE 8に出演。ベースのピノ・パラディーノはジェフ・ベック、ドラムのザック・スターキーはオアシスとツアーに出ていたため、代役としてデーモン・ミンチェラとスティーヴ・ホワイトがそれぞれのパートを担当。
2006年6月17日、ヨーロッパとそれに続く世界ツアーの初日として1970年以来36年ぶりにリーズ大学で公演を行う。11月、『イッツ・ハード』以来24年ぶりのスタジオ録音フルアルバムとなる『エンドレス・ワイヤー』を発表（全英9位、全米7位）。2007年6月24日、グラストンベリー・フェスティバルのヘッドライナーとして出演。

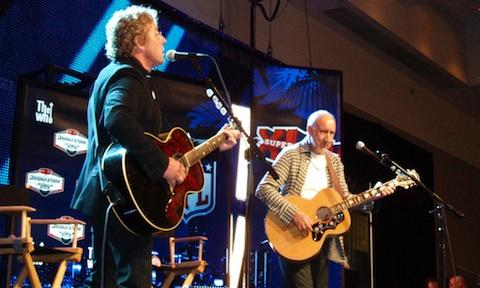
第44回スーパーボウルハーフタイムショーで演奏するザ・フー

2010年2月7日、マイアミで行われた第44回スーパーボウルのハーフタイムショーを行う。3月30日にはロイヤル・アルバート・ホールにおいて『四重人格』の1日限りの再演。この公演にはパール・ジャムのエディ・ヴェダーやカサビアンのトム・ミーガンがゲスト出演している。2012年、ロンドンオリンピック閉会式に出演。さらに同年から2013年にかけて、「Quadrophenia and More」と題し、『四重人格』を再演するツアーを行う。
デビュー50周年の2014年、新曲を含めた2枚組オールタイムベストアルバム『ヒッツ50』リリース。また同タイトルのツアーをアラブ首長国連邦・アブダビより開始。2015年、タウンゼントは「このツアーが終ったら、俺達は別々の道を歩む事になるだろう」とザ・フー解散を示唆した。ただし、「ロジャーとは折にふれ何かやっていく事にはなるだろう」と、ダルトリーとのコラボレーションは継続していくことも表明している。この「ヒッツ50」ツアーは、2015年9月にダルトリーがウイルス性髄膜炎を患ったことにより中断された。2016年6月、4度目の出演となるワイト島フェスティバルでツアー復帰、新ツアー「 Back to the Who Tour 51!」を開始する（同年9月まで）。2017年3月から4月にかけて、1989年以来となるアルバム『トミー』のフル・パフォーマンス・ツアー「Tommy and More」を敢行。
2019年1月、『エンドレス・ワイヤー』以来となるオリジナルアルバムを年内中に発売すること、並びに5月より北米ツアーを開始することが発表された。タウンゼントはこのツアーが今度こそ最後になることを示唆した。5月7日、最新ツアー「Moving On！」がミシガン州グランドラピッズより開始されるが、9月にダルトリーが気管支炎を患ったためツアーは中断された。12月、13年ぶりの新アルバム『WHO』を発売（全英3位、全米2位）。ダルトリーは「『四重人格』以来最高のアルバムを作り上げたと思う」と自負した。

## 音楽スタイルと影響

### 楽曲面

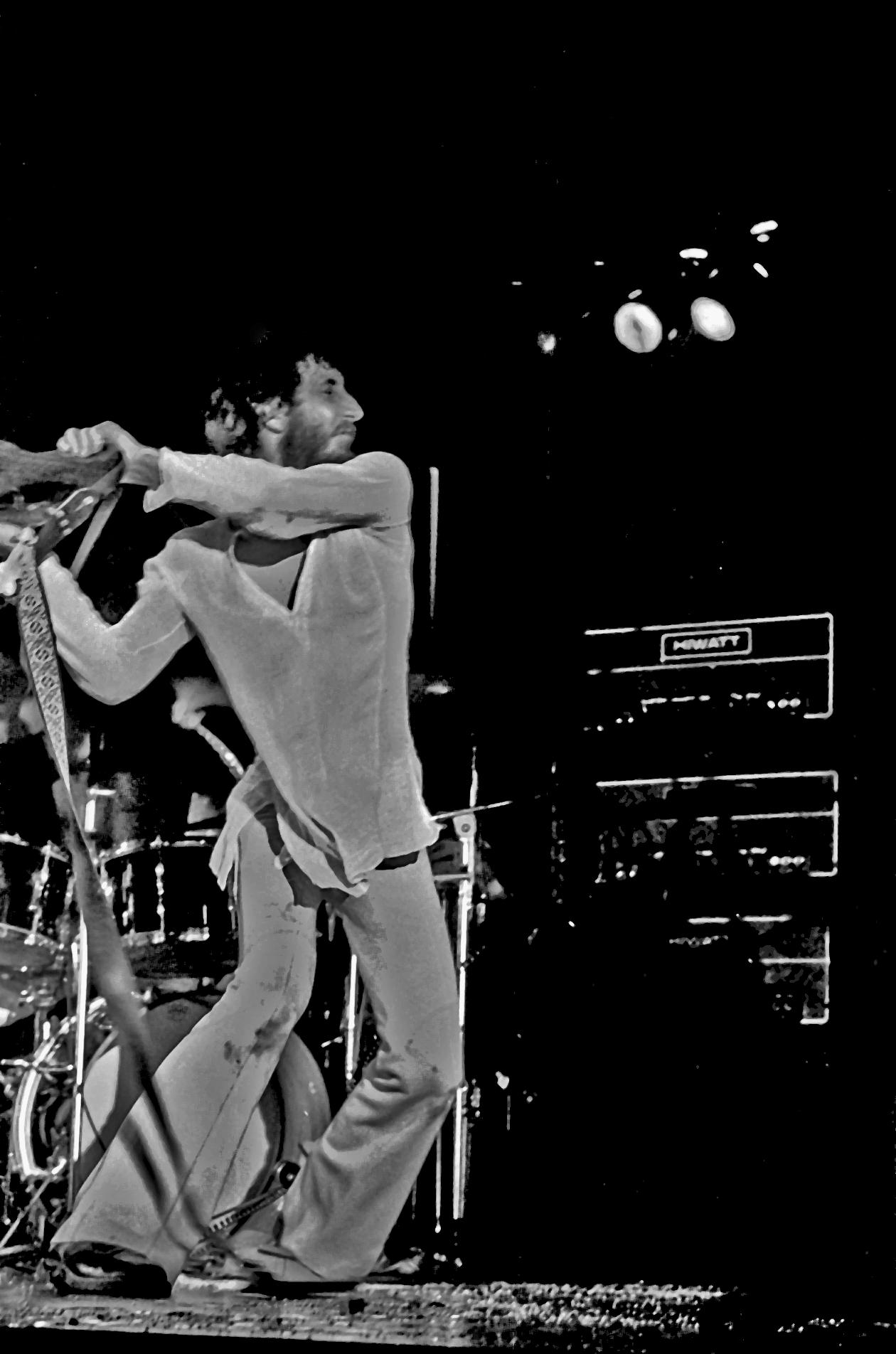
ギターを破壊するタウンゼント（1972年）

ザ・フーはアマチュア時代にはR&Bなどのブラック・ミュージックを中心に演奏して来たが、ビートルズやローリング・ストーンズといった同年代のバンドに比べると黒人音楽の要素は薄く、1stアルバム『マイ・ジェネレーション』の頃から独自のポップセンスを見せていた。パワー・ポップというジャンルはタウンゼントが発した言葉から生まれたとされているが、当時のザ・フーはハードでラウドな演奏にキャッチーなメロディを乗せるというパワー・ポップの特徴そのものだった。ミュージシャンで音楽評論家の和久井光司は「ザ・フーには正統的なブルースの要素がないのが“パンクの元祖”になり得た秘訣だろう。伝統なんてものはパンクスにとって壊してナンボのものだから、ブルースの要素は迷惑でしかない」と分析している。だが1969年のアルバム『トミー』でシリアスで内省的な作風に転換し、それまでのポップバンドのイメージを刷新すると、初のライブ盤『ライヴ・アット・リーズ』ではこれまでレコードでは表現しきれなかった彼らのハードロック・バンドとしての側面を見せた。そのハードロックサウンドをスタジオで再現し、さらにシンセサイザーを導入して時代の最先端をいくプログレッシブな傑作となった『フーズ・ネクスト』で、彼等はその人気を決定付ける事となる。『四重人格』ではそのエレクトロニクス・サウンドをさらに推し進めたが、その次の『バイ・ナンバーズ』では一転してシンプルなサウンドに戻るなど、時代や作品によって様々な側面を見せた。
メンバーで楽曲を共作する事はほとんどなく、グループの楽曲の95％以上はタウンゼント一人で書かれている。タウンゼントはただ作曲するだけでなく、ギターやベース、ドラムス等の基本アレンジも一人でこなしており、自宅でダビング録音をし、そのデモテープを他のメンバーに渡し、曲を覚えてもらってからレコーディングに入るという習慣がいつしか出来上がっていたという。そのデモテープは、タウンゼントのソロ・アルバム『フー・ケイム・ファースト』や『スクープ』（1983年）などで聴くことが出来る。タウンゼントはまた、サウンド・クリエーターとしても評価が高く、クラシックの作曲技法である対位法を取り入れた『トミー』などのドラマティックなロックオペラ、シンセサイザーのシークエンスフレーズと同期させた演奏（例：「ババ・オライリィ」）など、ロックの枠を広げる画期的な試みも多い。

### 演奏面
ハイ・ナンバーズと名乗っていた頃より、大音量で演奏するバンドとして知られていた。1976年にはロンドン公演で120デジベルという音量を記録し、当時の「世界一大音量を出すバンド」としてギネスブックに登録され、その後数十年間この記録は破られなかった。タウンゼントも初期の頃に受けたインタビューで「音楽のクオリティなんて関係ない。大事なのはパワーとヴォリュームなんだ」と答えていた。彼らが大音量で演奏するようになったのは、アマチュア時代にタウンゼントとエントウィッスルが互いに負けじと大きなアンプを次々と購入していったことに起因する。タウンゼントは「2台のアンプを同時に使ったギタリストは私が最初だろう」と語っている。
しかし、彼等がライヴバンドとしての名声を獲得し得たのは、音の大きさよりも個々の確かな演奏技術であった。リードベースと言われるエントウィッスルの高度な技術、全編フィルインとも言える手数の多いムーンのドラムは、他に類を見ない物であった。タウンゼントは「ベースとドラムがリード楽器で、ギターがリズム楽器になるという、本来の立場が逆転していたのがザ・フーのユニークさだった」とし、彼らに影響を受けたオアシスのノエル・ギャラガーは「ザ・フーは全員がリード楽器なんだよ。イカれてる」と語っている。そのタウンゼントも、速弾きのソロ・プレイや技巧さとは無縁であるものの、リードギターとリズムギターを合わせたようなパワーコードや、「ピンボールの魔術師」などに代表される高速カッティングといったリズムギターに定評がある。ダルトリーは初期の頃こそ声が細く、器楽のパワーに押され気味であったが、1970年代に入ると声が太くなり、ややハスキーな声質を生かした独自の唱法を獲得し、ボーカリストとしての評価を確立した。以降、彼は繊細さと力強さの振幅の激しいザ・フーの楽曲に極めてすぐれた解釈をみせ、今日に至るまで歌い続けている。

### ステージ・パフォーマンス

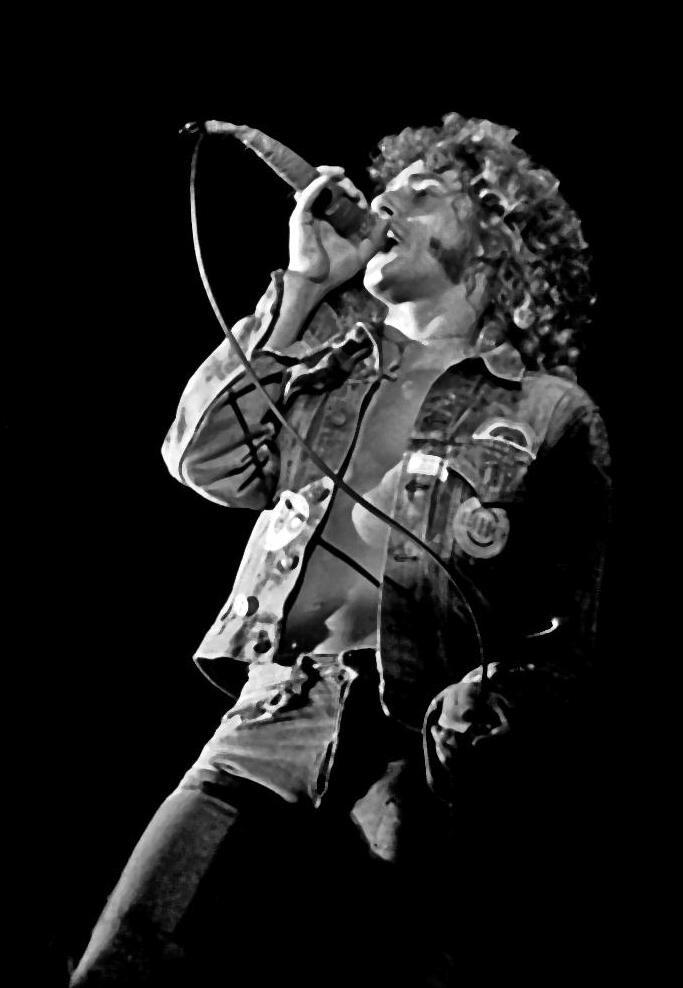
ロジャー・ダルトリー（1972年）

ザ・フーの特徴と言えばステージでの派手な演出が筆頭に挙げられる。ダルトリーは投げ縄の如くマイクを振り回し、タウンゼントは縦横無尽に飛び跳ね、腕を大きく振り回しながらギターを演奏した（ウィンドミル奏法と呼ばれるこの弾き方は、ローリング・ストーンズのキース・リチャーズがステージでウォーミングアップのために腕を回したのがヒントとなっている）。ムーンは全身を投げ出すようにドラムを叩きまくるその破天荒なプレイスタイルで、デビュー当初から評判だった。彼らの演出とは対照的に、ベースのエントウィッスルは黙々と演奏していたが、その歪んだ大音量はタウンゼントのギターと台頭するものだった。
終盤で行われる楽器破壊もまたザ・フーの特徴だった。元々はタウンゼントが天井の低い会場で誤ってギターを天井にぶつけたのが演出と受け取られたことがきっかけだった。この楽器破壊はたちまち評判を呼び、観客のみならず、取材に来た記者までもが客席から「ピート、ギターを壊せ!」と煽る始末だった。パフォーマンスでやる場合もあれば、感情にまかせて破壊することもあり、1973年にバンドが出演したテレビ番組「トップ・オブ・ザ・ポップス」で、何を思ったかタウンゼントは、演奏中に突然ギターとムーンのドラム・セットを破壊した（この時中指をつき立てたりもしたため、BBCから出入り禁止の処分となった）。タウンゼントに影響される形で、やがてムーンもドラムを壊すようになった。特に語り草となっているのが1967年のテレビ番組「スマザーズ・ブラザーズ・ショー」出演時のパフォーマンスで、ムーンはバスドラムに安全基準を超える大量の閃光粉を仕込み、演奏後に爆発させた。爆風は近くにいたたタウンゼントの耳に強い衝撃を与え、現在まで続く聴覚障害の遠因となった。ムーン自身も負傷し、さらにゲストのベティ・デイヴィスを気絶させた。こうした過激なステージパフォーマンスは、後にセックス・ピストルズやパール・ジャムなどパンク・ロック・バンドらに大きな影響を与えた。ピストルズは「恋のピンチ・ヒッター」をカバー演奏していた。
このようなパフォーマンスに対しては否定的に受け取る者もおり、モントレーに参加したシタール奏者のラヴィ・シャンカルは、ドラムを破壊するパフォーマンスが「楽器は神聖なものである」という自分の価値観と相いれなかったと産経新聞に述べている。

### 歌詞の文学性
ステージでの凶暴性とは対照的に、タウンゼントが書く非常に内省的な歌詞の持つロック・ミュージシャンらしからぬ表現力は、「文学的」とも評される。初期の頃は「マイ・ジェネレーション」に代表される若者の不満を代弁するような歌詞が多かったが、1969年の『トミー』以降、精神的で繊細な内容が多く見受けられるようになった。これには彼が帰依したミハー・ババからの影響が大きく、彼自身も「ババのおかげで俺の人生は完全に変わったしバンド全体も変わった」と認めている。1975年の『ザ・フー・バイ・ナンバーズ』ではさらに変化し、精神性よりも自分の現実的な問題を歌詞に反映させるようになった。一方、タウンゼントに次いで多くの曲を提供したエントウィッスルは、変質者やアルコール中毒者、死後の世界を題材にしてブラックユーモアに富んだ歌詞を書いた。しかしメロディはタウンゼント同様ポップで、歌詞とメロディのミスマッチさで独特な雰囲気を作り出した。
歌詞に物語性を持たせたのもザ・フーの楽曲の大きな特徴である。先駆けとなったのが、1966年のアルバム『ア・クイック・ワン』収録の表題曲である。この曲で採用されたミニ・オペラという形式は次作の『セル・アウト』収録の「ラエル」に受け継がれ、やがてロック・オペラという新たなジャンルを確立させた『トミー』へと結実する。ザ・フーはその後も『ライフハウス』、『四重人格』と新たなロック・オペラを生み出し、現時点では最新作となる『エンドレス・ワイヤー』内でも「ワイヤー&グラス」というミニ・オペラを披露している。『トミー』は全世界に大きな影響を与え、『ジーザス・クライスト・スーパースター』（1970年）やピンク・フロイドの『ザ・ウォール』（1979年）など、多数のロック・オペラ作品が生み出された。

## ファッション性
ザ・フーは当初モッズ・バンドとしてデビューしたが、メンバーの中にモッズであった者は一人もいなかった。ダルトリーは「俺はテッズ（テディボーイ）だった」としており、タウンゼントも1973年のインタビューで「俺達はモッズでも何でもなかったよ。当時流行だったし、マネージャーが俺達を戦略的にモッズとして売り出したんだ。成功したポップバンドで本物のモッズといえばスモール・フェイセズぐらいなもんで、それに比べりゃ俺達なんて便乗組もいいとこさ」と語っている。だが別のインタビューでは「ハイ・ナンバーズもザ・フーもれっきとしたモッズ・バンドだった。モッズに受け入れられてたらモッズなんだよ。デビュー当時、俺は生きてるだけで幸せだった。気分は最高にモッズだったよ。一つだけ確かなのは、俺達はモッズに見られたくて必死だったってことさ」とも語っている。しかし、彼らがモッズとして振舞っていた時期は短く、1stアルバム『マイ・ジェネレーション』を以って、ザ・フーはモッズの看板を下ろした。タウンゼントは1970年に「とにかく俺はモッズの亡霊、ノスタルジーからとっとと離れたかったんだ」と語っており、ダルトリーも「ピートはシェパーズ・ブッシュのガキ共のための曲じゃなく、もっと大きなものを曲の題材にしていた。奴の曲の通訳者を務める俺はそう思うよ」と、ザ・フーがモッズのイメージで終わるバンドではないことを主張している。
ザ・フーはそのファッションにも注目が集まった。彼らがデビューした頃はポップアートが最先端とされており、ザ・フーはこれを戦略的に取り入れた。ユニオンジャックで仕立てたテーラードジャケット、服の全面につけたバッジ、ムーンが好んで着用したラウンデルをあしらったトレーナーなどはその一端であり、彼らのトレードマークとなった。特にラウンデルは、グループがモッズのイメージを払拭した後も作品のジャケットや関連グッズの意匠に使用され続けている。しかしそれまでのポップな作風から大きく変換した1969年以降は、女の子受けするファッションとは無縁になり、ダルトリーは素肌にフリンジの付いたジャケットを羽織り、タウンゼントは白い作業着をステージ衣装にした。エントウィッスルも骸骨をあしらったレザースーツでインパクトを与えたが、1970年代も中頃になると奇抜なファッションは見られなくなった。
なお、デビュー当時のザ・フーのメンバーで、最も女の子からの人気が高かったのはムーンだった。だが彼は20代のうちにかなり容姿が老け込んでしまい、代わってダルトリーがグループのセックス・シンボルとなった。しかし、ザ・フーのメンバーはルックスにはあまり自信を持っていないようで、ダルトリーは「俺たち不細工すぎたから」と自嘲しており、タウンゼントも自身の大きな鼻がコンプレックスで、ステージで派手なアクションを決めるのも「顔より体の方に注目してほしかったから」と明かしている。

## ザ・フーと日本
日本におけるザ・フーの知名度は、ビートルズやストーンズ、また1970年代以降に登場したレッド・ツェッペリンやエアロスミス、クイーンなど、同年代に活躍したバンドに比べると高いとは言えず、スモール・イン・ジャパンの代表として挙げられることがある。バンドの代表作の一つでもある『四重人格』も、当時の日本では全く話題にならなかったという。音楽ライターの夏川翠はこの原因について、彼らが全盛期だった1970年代に来日しなかったからだと指摘する。ザ・フーが来日しなかった理由については当時から様々な憶測が流れていたが、夏川は「実話だ」として次のような話を明かしている。夏川が海外アーティストの追っかけをしていた1972年当時、同じく追っかけをしていた友人があるプロモーターの社長に「ザ・フーを呼んで」とお願いしたところ「ダメ、あれは怖いから!」と断わられたという。彼らはレッド・ツェッペリン以上の乱暴者の集団であるとの噂が日本に伝わっていたのである。尚、1975年には映画『トミー』のヒットに乗じて訪日しようと、実際にバンド内で話し合いが持たれたことがあるが、タウンゼントが様々な問題を抱えて気落ちしていた時期でもあり、彼が拒んだため結局実現しなかった。
1974年にフェイセズとして来日したケニー・ジョーンズを除くザ・フーのメンバーの中で、最初に日本の土を踏んだのはエントウィッスルだった。1987年に楽器フェアのプロモーションで来日が最初で、その後も度々来日し、計4度も日本を訪れたが、ザ・フーとして来日することは遂になかった。ダルトリーとタウンゼントが初来日を果たしたのは2004年になってからだった。日本にはその後も2008年に単独公演のために訪れている。また2012年にはダルトリーがソロで来日し、公演を行っている。

## ディスコグラフィ

### スタジオ・アルバム
- 『マイ・ジェネレーション』 - My Generation (1965年、Brunswick)
- 『ア・クイック・ワン』 - A Quick One (1966年、Reaction)
- 『ザ・フー・セル・アウト』 - The Who Sell Out (1967年、Track)
- 『ロック・オペラ “トミー”』 - Tommy (1969年、Track)
- 『フーズ・ネクスト』 - Who's Next (1971年、Track)
- 『四重人格』 - Quadrophenia (1973年、Track)
- 『ザ・フー・バイ・ナンバーズ』 - The Who By Numbers (1975年、Polydor)
- 『フー・アー・ユー』 - Who Are You (1978年、Polydor)
- 『フェイス・ダンシズ』 - Face Dances (1981年、Polydor)
- 『イッツ・ハード』 - It's Hard (1982年、Polydor)
- 『エンドレス・ワイヤー』 - Endless Wire (2006年、Polydor)
- 『WHO』 - WHO (2019年、Polydor)

### ライブ・アルバム
- 『ライヴ・アット・リーズ』 - Live At Leeds (1970年、Track)
- The Who Rocks America (1983年、CBS/FOX)
- 『フーズ・ラスト』 - Who's Last (1984年、MCA)
- 『ジョイン・トゥゲザー』 - Join Together (1990年、Virgin)
- 『ワイト島ライヴ1970』 - Live at the Isle of Wight Festival 1970 (1996年、Castle)
- 『BBCセッションズ』 - BBC Sessions (2000年、Polydor)
- 『ライヴ・アット・ロイヤル・アルバート・ホール』 - Live at the Royal Albert Hall (2003年、Castle)
- Live from Toronto (2006年、Polydor)
- 『ライヴ・グレイテスト・ヒッツ』 - Greatest Hits Live (2010年、Polydor)
- 『ライヴ・アット・ハル 1970』 - Live at Hull 1970 (2012年、Polydor)
- 『四重人格ライヴ』 - Quadrophenia Live In London (2014年、Polydor)
- 『ライヴ・イン・ハイドパーク』 - Live In Hyde Park (2015年、Polydor)
- 『ライヴ・アット・フィルモア・イースト1968』 - Live at The Fillmore East: Saturday April 6, 1968 (2018年、Polydor)

### コンピレーション・アルバム
- 『ダイレクト・ヒッツ』 - Direct Hits (1968年、Track-UKのみ)
- 『マジック・バス～ザ・フー・オン・ツアー』 - Magic Bus (1968年、Decca-USのみ)
- 『ミーティ・ビーティ・ビッグ・アンド・バウンシィ』 - Meaty Beaty Big And Bouncy (1971年、Track)
- 『オッズ&ソッズ』 - Odds And Sods (1974年、Track)
- 『ストーリー・オブ・ザ・フー』 - The Story Of The Who (1976年、Polydor)
- Hooligans (1981年、MCA)
- Who Rarities Volume 1 (1983年、Polydor)
- Who Rarities Volume 2 (1984年、Polydor)
- The Singles (1985年、Polydor)
- 『フーズ・ミッシング』 - Who's Missing (1986年、Polydor)
- 『トゥーズ・ミッシング』 - Two's Missing (1987年、Polydor)
- 『フーズ・ベター、フーズ・ベスト』 - Who's Better, Who's Best  (1988年、Polydor)
- 『マイ・ジェネレイション〜ザ・ヴェリー・ベスト・オブ・ザ・フー』 - My Generation - The Very Best of the Who (1996年、Polydor)
- 『アルティメイト・コレクション』 - The Ultimate Collection  (2002年)
- The 1st Singles Box (2004年、Polydor)
- 『ゼン・アンド・ナウ』 - Then and Now 1964-2004 (2004年、Polydor)
- The Who Hits 50!  (2014年、Polydor)

### サウンドトラック
- 『トミー（オリジナル・サウンドトラック）』 - Tommy Original Soundtrack Recording (1975年、Polydor)
- 『キッズ・アー・オールライト』 - The Kids Are Alright (1979年、Polydor)
- 『さらば青春の光（オリジナル・サウンドトラック）』 - Music From The Soundtrack Of The Who Film QUADROPHENIA (1979年、Polydor)

### EP
- 『レディ・ステディ・フー』 - Ready Steady Who (1966年、Reaction)
- Tommy (1970年、Track)

### 日本盤シングル
- リーガル・マター - "A Legal Matter" (1966年)
- アウト・イン・ザ・ストリート - "Out in the Street" (1966年)　※日本独自のリリース[120]
- 恋のピンチ・ヒッター - "Substitute" (1966年)
- アイム・ア・ボーイ - "I'm A Boy"（1967年）
- ハッピー・ジャック - "Happy Jack"（1967年）
- ウイスキー・マン - "Whisky Man" (1967年)　※日本独自のリリース[121]
- リリーのおもかげ - "Pictures of Lily" (1967年)
- 恋のマジック・アイ - "I Can See for Miles" (1968年)
- ラスト・タイム - "The Last Time"（1968年）
- アルメニアの空 - "Armenia City in the Sky" (1968年)
- コール・ミー・ライトニング - "Call Me Lightning" (1968年)　※日本独自のカップリング
- ドッグ - "Dog" (1968年)
- マジック・バス - "Magic Bus" (1969年)　※日本独自のカップリング
- ピンボールの魔術師 - "Pinball Wizard" (1969年)
- シーカー - "The Seeker" (1970年)
- サマータイム・ブルース - "Summertime Blues" (1970年)
- シー・ミー・フィール・ミー - "See Me Feel Me" (1971年)
- 無法の世界 - "Won't Get Fooled Again" (1971年)
- ワイルド・アクション - "Let's See Action" (1972年)　※日本独自のカップリング[122]
- 奴らに伝えろ！ - "The Relay" (1973年)
- リアル・ミー - "The Real Me" (1973年)
- 不死身のハードロック - "Long Live Rock" (1974年)　※日本独自のリリース
- リスニング・トゥ・ユー - "Listening To You" (1975年)
- フー・アー・ユウ - "Who Are You" (1978年)　※日本独自のリリース
- 5時15分 - "5:15" (1979年)

## 日本公演
- 2004年 THE ROCK ODYSSEY 2004（初来日）
7月24日 横浜国際総合競技場、25日 大阪ドーム
- 2008年 （2度目の来日。単独公演としては初）
11月13日（木）大阪城ホール
11月14日（金）横浜アリーナ
11月16日（日）さいたまスーパーアリーナ
11月17日（月）・19日（水）日本武道館